# Вітрова енергетика України
Вітрова енергетика — галузь електроенергетики України, заснована на відновлюваних джерелах, а саме енергії вітру. Розвивається стрімкими темпами. Близько 225,8 МВт потужностей вітрової енергетики перебувають на окупованих Росією територіях.

## Сучасний стан
Існуючі на сьогоднішній день в Україні потужності вітрових електростанцій перевищують 51 МВт, а з моменту, коли запрацювала перша вітчизняна вітрова електростанція, вироблено понад 80 млн кВт·год. електроенергії. За оцінками фахівців, загальна потенційна потужність української вітроенергетики становить 5000 МВт.[джерело?] Узбережжя Чорного та Азовського морів, гористі райони Кримського півострова (особливо північно-східне узбережжя) і Карпат, Одеська, Херсонська, Запорізька, Донецька, Луганська і Миколаївська області найбільш підходять для будівництва вітрових електростанцій. Тільки потенціал Криму достатній для виробництва більш ніж 40 млрд кВт·год. електроенергії щороку.
Підраховано, що за нинішнього рівня розвитку вітроенергетики спорудження у «вітряних» регіонах України вітрових електростанцій (ВЕС) дозволило б покрити ледве не третину[джерело?] потреби електроенергії, яку ми споживаємо. Із технічної точки зору вітрова електроенергетика на сьогодні вже впритул наблизилася до традиційної: на сучасних вітрових турбінах коефіцієнт використання встановленої потужності сягає 42 %.[джерело?] Це майже стільки, як на турбінах поширених нині теплових електростанцій.
У 2006 році Херсонська облдержадміністрація (ОДА) передала недобудовану Сиваську ВЕС в концесію ТОВ «Сивашенергопром» до 2055 року. У 2011 році ТОВ «Сивашенергопром» уклало договір оренди земельних ділянок площею 12 га, що знаходяться під концесійної ВЕС, і 1,3 тис. га, призначених для будівництва нових вітряних і сонячних генеруючих потужностей.
В 2012 році на базі Краматорського заводу важкого верстатобудування було налагоджено виробництво перших вітрогенераторів мегаватного класу. Головним замовником «Фунлендер Віндтехнолоджі», на 2012 рік, є ТОВ «Управляюча компанія «Вітропарки України», яка планує побудувати в 2013 році 125,5 МВт вітроенергетичних потужностей. За словами генерального директора компанії Владислава Єременка, планується будівництво Сакського вітропарку на 12,5 МВт та Східно-Кримської ВЕС на 100 МВт, розширення потужностей Новоазовської ВЕС на 5 МВт, а також встановити дві 2,5 МВт вітроустановки та однієї 3 МВт турбіни на Краматорській ВЕС.
В 2012 році на стадії проектування перебували 600 МВт потужностей та в перспективній розробці близько 1,5 ГВт. Проектами управляючої компанії є «Вітровий парк «Степовий», який планує будівництво однойменної ВЕС потужністю до 100 МВт, «Вітровий парк «Сакський» – будівництво Зольнінської ВЕС потужністю до 12,5 МВт (також в планах компанії – будівництво Присиваської ВЕС в Радянському районі потужністю 25 МВт), «Вітровий парк «Керченський» – будівництво Останінської та Східно-Кримської ВЕС потужністю до 25 МВт і 100 МВт відповідно. Крім цього, в планах й 25 МВт Краснодонської ВЕС в Луганській області та 150 МВт Краматорської ВЕС в Донецькій області. В експлуатації 57,5 МВт вітропарку «Новоазовський» і 37,5 МВт «Очаківськького» та «Березанського».

### 2018
На початок 2018 року в Україні запустили 505 МВт потужностей вітрових електростанцій, причому 138 МВт залишаються на окупованій території Донецької та Луганської областей, а ще 87,8 МВт залишилося у Криму. Для порівняння, у Великій Британії загальна потужність вітроенергетики перевищує 13 ГВт.
Однак у 2018 році енергокомпанії побудують нові вітроелектростанції в Запорізькій, Херсонській, Івано-Франківській та Одеській і Миколаївській областях. Загальна потужність нових станцій втричі перевищуватиме показник встановленої у 2017 році потужності і перевищить 200 МВт.
Італійська компанія планує побудувати в Україні вітроелектростанцію потужністю 40 МВт.
До 2020 року на Львівщині планують реалізувати 8 потенційних проектів з будівництва вітроелектростанцій загальною потужністю майже 388,2 МВт. Зазначається, що станом на 14 лютого 2018 року, в області є 3 діючих вітрових електростанції, загальною потужністю 33,9 МВт. У 2018 році очікується ще 2 ВЕС, загальною потужністю 35,5 МВт.
На Старосамбірщині у 2017 році ввели в дію 6 вітрових установок.
У Одеській області турецька компанія «Гюріш Іншаат ве Мюхендіслік А.Ш.» будує вітроелектростанцію потужністю 83 МВт. Потужність першої черги ВЕС «Овід Вінд 1» становить 32,4 МВт, а другої становитиме 50,4 МВт.
General Electric (GE) підписала з ДТЕК договір на поставку високовольтного обладнання для центрального розподільного пункту 150 кВ і двох підстанцій 150/35/10 кВ, які забезпечать видачу електроенергії з першої черги Приморської ВЕС (Запорізька обл.) в енергосистему країни.
В Одеській обласній державній адміністрації підписали Меморандум про співпрацю між ОДА та компанією у галузі вітроенергетики ТОВ «Соратано Україна». Відтак, документом передбачено будівництво вітроелектростанції у Білгород-Дністровському районі. Загальна сума інвестицій — близько €250 млн. Загалом, електростанцію розраховано на 30 вітрогенераторів потужністю 100 МВт. Завершити будівництво інвестор планує до 2020 року.
2018 рік демонструє найкращу статистику розвитку вітроенергетичного сектора України за попередні чотири роки. За перше півріччя 2018 року, за даними НКРЕКП, було підключено до мережі і встановлено «зелений» тариф на електроенергію, що генерується, новими вітроенергетичними об'єктами загальною потужністю 50.35 МВт, розташованими в Херсонській і Миколаївській областях. На початок серпня продовжується будівництво нових ВЕС в Запорізькій та Херсонській областях. За перші шість місяців 2018 року вітроенергетична галузь України виробила 568 млн кВт/год електроенергії. Загальна встановлена потужність вітростанцій материкової частини країни складає 515.5 МВт станом на 1 липня 2018 року.
Норвезька NBT у квітні 2018 року купила ТОВ «Сивашенергопром» (Херсонська обл., Оперує вітропарком потужністю близько 3 МВт) і має намір побудувати на суміжних територіях вітряну електростанцію (ВЕС) встановленою потужністю 250-330 МВт.
Британська компанія Touchstone Capital Group Holdings Ltd цікавиться проектом будівництва офшорної комбінованої вітро-сонячної електростанції гігаватного класу потужності в Україні.
Нагадаємо, що у вересні відбулися громадські слухання з приводу будівництва вітропарку біля селища Ясногірка. Згідно з проектом близько Краматорська планується установка вітроенергетичних установок (ВЕУ) потужністю 4,5 МВт.
У Івано-Франківській області на території трьох сільських рад Рожнятівського району побудують вітроелектростанцію потужністю 25 МВт.
На початку 2019 року в районі гори Карачун почнуться монтажні роботи вітротурбіни потужністю 5 МВт, на якій будуть розміщуватися 3 оглядові майданчики.
На початку вересня 2018 року був підписаний договір про реалізацію міжнародного інвестиційного проекту з будівництва ВЕС в Херсонській області за провідної ролі норвезької компанії NBT. Згідно з ним, вже до кінця наступного року уздовж північного узбережжя озера Сиваш буде побудовано 67 вітрових електроустановок. Обсяг інвестицій, передбачений цим договором, становить близько $ 450 млн.
У точці будівництва Сиваської ВЕС є можливість видачі в об’єднану енергосистему України до 600 МВт потужності, тому що безпосередньо по смузі землевідведення проходять лінії електропередачі 220 кВ, 330 кВ. Поруч також розташована підстанція заводу «Кримський титан».
У 2019 році у Яворівському районі Львівської області стартує будівництво вітроелектростанції. Потужність вітроелектростанції становитиме 50 МВт в складі орієнтовно 18-21 вітроустановок одиничною потужністю від 2,4 МВт до 4,6 МВт. З них 6 на території Терновицької сільської ради та 12-16 установок на території Залузької сільської ради на деградованих землях, що порушені діяльністю колишнього ДГХП «Сірка». Будівництво триватиме три роки, загальний обсяг інвестицій становитиме від $90 до $120 млн. Це перша подібна електростанція у Яворівському районі. Чисельність працівників на самій електростанції становитиме 15 осіб.

### 2019
На Херсонщині ввели в експлуатацію 14,4 МВт вітроелектростанції «Овер’янівська». Загальна потужність ВЕС становитиме 69,3 МВт. Будівництво станції здійснює компанія «Віндкрафт Україна». Компанія «Віндкрафт Україна» розробляє та інвестує у проекти вітрової енергетики в Україні. Компанія уклала меморандум про співпрацю із Херсонською обласною державною адміністрацією, який передбачає у найближчій перспективі будівництво Овер’янівської, Каланчацької та Чаплинської ВЕС. Загальна потужність всіх ВЕС, що зводить компанія на Херсонщині становитиме близько 670 МВт.
Станом на березень 2019 року в Україні будується 8 потужних вітропарків, загальною потужністю майже 1 ГВт. Це Овід Вінд (Одеська область) – 87 МВт; Причорноморський (Миколаївська область) – 70 МВт; Приморська ВЕС (Запорізька область) – 200 МВт; Овер'янівська (Херсонська область) – 70 МВт; Краматорська ВЕС (Донецька область) – 70 МВт; Орлівська ВЕС (Запорізька область) – 100 МВт; ВЕС Сиваш (Херсонська область) – 250 МВт; Дніпро-Бузька ВЕС (Херсонська область) – 110 МВт.
Компанія ДТЕК планує побудувати дві вітроелектростанції потужністю 500 МВт і 65 МВт відповідно. Станції встановлять на територіях Анатоліївської, Краснопільської та Ташинської сільрад Березанського району. Площа будівництва складе 35 тис. га. Перша черга Тилігульської ВЕС складатиметься з 130-ти вітрогенераторів потужністю 3,9-6 МВт кожний. Висота кожного з генераторів становитиме 105-157 м. Друга черга ВЕС складатиметься з 17 генераторів.
Для реалізації проекту додатково побудують до 10-ти підстанцій потужністю 110/35 кВ, повітряні лінії електропередачі (ЛЕП) 35 кВ і/або 110 кВ протяжністю 100 км, а також прокладуть підземні кабельні лінії.
Міжнародна компанія EuroCape New Energy має намір в 2019 році встановити перші вітротурбіни потужністю 98 МВт з проекту будівництва великої вітроелектростанції (ВЕС) в Запорізькій області, яка реалізується з 2009 року. Компанія планує будівництво однієї з найбільших в Європі берегової електростанції потужністю 500 МВт із застосуванням вітроагрегатів однорідної потужності 3,3 МВт. Також пропонується забезпечити будівництво повітряної лінії 330 кВт, яка повинна приєднати електростанцію до підстанцій 330 кВ «Мелітопольська» Дніпровська РС та реконструкція самої підстанції.
Запорізька ВЕС розміщується за межами населених пунктів на території Дівненської, Добровської, Дунаївської, Гірсовської, Надеждинської і Мордвинівської сільських рад в Приазовському та Мелітопольському районах Запорізької області. На території зазначених шести сільських рад планується встановити до 167 вітряних турбін з лінією електропередач 330 кВт на території сьомої - Новенської сільської ради, а також за межами населеного пункту.
На території Яворівського району Львівської області ТОВ «Вінд Пауер Джі ЕС Ай Волинь» збудує вітроелектростанцію потужністю 50 МВт. Планується встановити 25 вітроенергетичних установок потужністю від 3,5 МВт до 5 МВт кожна. Загальна площа забудови становитиме 1 га. Вітроелектростанція генеруватиме близько 180 тисяч МВт-год електричної енергії на рік. Крім цього планується побудувати високовольтну підстанцію та провести реконструкцію високовольтного обладнання на підстанції «Львів Західна».
Крім того компанія має намір побудувати ВЕС потужністю 150 МВт, встановивши 50 вітрових турбін на території Зимненської та Іваничівської об'єднаних територіальних громад Волинської області.
У Коростенському районі Житомирської області в рамках будівництва вітроелектростанцій «Лісова-1,2,3» встановлять 63 вітроенергетичні установки потужністю по 4,2 МВт (246,6). Висота щогли кожної вітротурбіни складе 130 м, а термін експлуатації ВЕС – 20 років. Проект реалізує Wind Solar Energy (WSE), яка через свою дочірню компанію Solar Kvant з 2013 року володіє та експлуатує СЕС на 5 МВт в Покровському районі Дніпропетровської області.
Поблизу села Роксолани в Одеській області планують побудувати вітрову електростанцію потужністю 91 МВт, яка розмістить на площі понад 1600 га.
У червні 2019-го року данська компанія Vestas та ТОВ «Віндкрафт Україна» уклали контракт на поставку 39 вітротурбін V150 потужністю по 4,2 МВт для будівництва Мирненської ВЕС потужністю 163 МВт.
Турецька компанія GURIS має намір побудувати ВЕС потужністю 80 МВт в Овідіопольському районі Одеській області. В рамках проекту передбачається збудувати від 12 до 16 вітроустановок потужністю від 3,6 МВт до 5,5 МВт кожна. Висота веж від 120 м до 160 м. Діаметр ротора від 130 м до 170 м. Згідно з попередніми розрахунками, щорічно ВЕС генеруватиме 230 тис. МВт*год.
Німецька компанія Notus Energy до 2021 року збудує на Одещині три вітроелектростанції загальною потужністю 270 МВт. Станції будуть розташовані поряд з містом Овідіополь, а також селами Роксолани та Лібенталь. Всього на трьох станціях буде 54 вітротурбін потужністю по 5 МВт кожна. Висота щогли турбіни сягатиме 250 м.
ТОВ «Придніпровські Лани», власником якого є бельгійський холдинг Greenworx побудує вітрову електростанцію потужністю 100 МВт поблизу села Токарівка Білозерського району Херсонської області. Майбутня Придніпровська ВЕС займатиме близько 6450 га. Станція матиме 22 вітрові електроенергетичні установки потужністю від 4,5 до 5,7 МВт кожна. Висота щогли генераторів сягатиме від 118 м до 150 м, а діаметр ротора — від 149 м до 163 м.
Також побудують центральну трансформаторну підстанцію 35/154 кВ й диспетчерський пункт. Вітрова станція в середньому генеруватиме орієнтовно 350 ГВт-год електроенергії на рік.
Міська рада Кролевця Сумської області підписала меморандум з компанією ESE Investment AG на будівництво вітрової електростанції потужністю 250 МВт. Загальна вартість проєкту становить €375 млн.

### 2020
Дайджест новин «Енергоджерела» повідомив, що Норвезька NBT побудує у Запорізькій області найбільшу в Європі вітроелектростанцію. У 2019 році компанія NBT придбала проєкт будівництва вітроелектростанції загальною потужністю 792,5 МВт на території Якимівської та Кирилівської територіальних громад в Запорізької області (проєкт «Зофія»). Реалізація проєкту планується до кінця 2022 року.

### 2022
10 лютого норвезька компанія Emergy оголосила про відтермінування будівництва ВЕС «Зофія» у Запорізькій області, однієї з найбільших наземних вітрових електростанцій в Європі.
Компанія ДТЕК ВДЕ, що входить до Групи ДТЕК, планує розпочати будівництво Полтавської вітроелектростанції потужністю 650 МВт у 2025 році.
У січні 2024 року На межі Львівської та Закарпатської областей встановили перший вітряк майбутньої Островської ВЕС загальною потужністю 80 МВт. Загалом у Карпатах заплановане будівництво низки вітропарків потужністю 520 МВт.
Станом на червень 2024 року в Україні на різних стадіях девелопменту знаходяться 58 проєктів вітрових електростанцій (ВЕС) загальною потужністю понад 7 ГВт. Поки триває війна, реально реалізованими з них можуть бути 4-5 ГВт, оскільки близько 3 ГВт – це проєктна потужність ВЕС, які опинилися на тимчасово окупованих територіях.
З початку російського вторгнення в Україну було побудувано три нові ВЕС:
- Тилігульська ВЕС холдингу ДТЕК потужністю 114 МВт;
- Дністровська ВЕС британської компанії Elementum Energy потужністю 60 МВт;
- Сколівська ВЕС української компанії «Еко-Оптіма» потужністю 54,6 МВт.

Їхня загальна потужність становить менше ніж 230 МВт.

## Виробництво турбін
У травні 2024 року «Френдлі Віндтехнолоджі» ввело в експлуатацію новозбудований цех з виробництва вітротурбін на Закарпатті. Підприємство планує виробляти в рік до 20 вітроенергетичних установок з одиничною потужністю від 4,8 МВт до 5,5 МВт.

## Екологічні ризики
Екологічні ризики будівництва вітрових електростанцій проявляються передусім на етапі вибору земельних ділянок і зазвичай полягають у впливі на біорізноманіття шляхом пошкодження природного рослинного покриву та порушенні гідрологічного режиму при будівництві. На етапі роботи ВЕС, негативний вплив може проявлятись в загибелі птахів та кажанів під час міграцій.

## Вітрові електростанції
|                      | розташування                 | фактична потужність, МВт | побудова першої черги |
| -------------------- | ---------------------------- | ------------------------ | --------------------- |
| Аджигільська ВЕС     |                              |                          |                       |
| Акташська ВЕС        |                              |                          |                       |
| Асканійська ВЕС      |                              | 0,8                      |                       |
| Берегова ВЕС         | Лазурне                      | 12                       | 2014                  |
| Ботієвська ВЕС       | Приморський Посад            | 200                      | 2012                  |
| Керченська ВЕС       |                              | 25                       | 2012                  |
| Краматорська ВЕС     | Ясногірка                    |                          |                       |
| Каланчацька ВЕС      | Каланчацький район           | 0                        | будується             |
| Дмитрівська ВЕС      | Дмитрівка                    | 35                       | 2011                  |
| Донузлавська ВЕС     | Новоозерне                   | 17,2                     | 1992                  |
| Дніпро-Бузька ВЕС    | Білозерський район           | 110                      | [ 49 ]                |
| Краснодонська ВЕС    | Краснодонський район         | 25                       | 2013                  |
| Сакська ВЕС          | Криловка                     | 20,8                     | 2004                  |
| Лутугинська ВЕС      | Лутугіне                     | 25                       | 2013                  |
| Новоазовська ВЕС     | Безіменне                    | 79,3                     | 1998                  |
| Новоросійська ВЕС    | Лазурне                      |                          |                       |
| Останинська ВЕС      | Зелений Яр                   | 25                       | 2011                  |
| Очаківська ВЕС       | Дмитрівка                    | 37,5                     | 2012                  |
| Орлівська ВЕС        |                              | 100                      | будується             |
| Овер'янівська ВЕС    | Овер'янівка                  | 14,4                     | 2019                  |
| Приморська ВЕС       |                              | 200                      | будується             |
| Прісноводненська ВЕС | Новомиколаївка               | 7,39                     |                       |
| Сиваська ВЕС         | Першокостянтинівка           | 2,3                      | 2011                  |
| Судацька ВЕС         | мис Меганом                  | 6,3                      | 2002                  |
| Східницька ВЕС       | Східниця                     | 0,8                      | 1997                  |
| Східнокримська ВЕС   | Арабатська стрілка           | 2,8                      |                       |
| ВЕС Старий Самбір-1  | Старий Самбір                | 13,2                     | 2015                  |
| ВЕС Старий Самбір-2  | Старий Самбір                | 20,7                     | 2017                  |
| Тарханкутська ВЕС    | Красносільське, Новосільське | 20,7                     | 2001                  |
| Тузлівська ВЕС       | Тузли                        | 12,5                     | 2012                  |
| Чаплинська ВЕС       | Чаплинського район           | 0                        | будується             |